# Triple Alliance (Mésoamérique)
Pour les articles homonymes, voir Triple alliance.

Aire approximative des territoires tributaires de la Triple Alliance (en orange), à la veille de la conquête espagnole.
Les frontières grises correspondent aux limites des États mexicains actuels.

La Triple Alliance est le nom communément donné, y compris par les mésoaméricanistes, à une ancienne institution politique préhispanique et supraétatique du centre de l'actuel Mexique, qui était appelée en nahuatl « Excan Tlatoloyan » (signifiant « tribunal des trois sièges »).
Lorsqu'ils se réfèrent au système politique de la dernière Triple Alliance de Mésoamérique, de 1428 à 1521, entre Mexicas, Acolhuas et Tépanèques, les historiens utilisent souvent les expressions Empire aztèque ou Empire mexica, même si elles peuvent prêter à confusion, étant donné qu'elles peuvent aussi servir à distinguer de manière plus restreinte les territoires directement tributaires du pouvoir mexica, à la différence de ceux tributaires du pouvoir acolhua ou tépanèque.

## Historiographie

### Terminologie
« Triple Alliance » est une expression moderne qui remonte au moins au XVIIIe siècle, puisqu'on la trouve sous la plume de l'historien Francisco Javier Clavijero. Au XVIe siècle, le chroniqueur d'ascendance acolhua Ixtlilxochitl employait pour sa part l'expression « imperio de las tres cabezas » (« empire des trois têtes »). Dans le Codex Osuna, c'est l'expression nahuatl « yn etetl tzontecomatl » (signifiant « les trois têtes ») qui désigne cette alliance.

### Travaux historiques
Robert Barlow fut le premier à publier, en 1949, des recherches historiques novatrices sur la Triple Alliance, dans The extent of the Empire of the Culhua-Mexica. Dans les années 1960, la rédaction des articles de l'encyclopédie Handbook of Middle American Indians sous la direction de Robert Wauchope permit l'émergence de nouvelles problématiques ; dans les années 1970, c'est principalement l'organisation sociale qui a fait l'objet de recherches.

## Histoire
(février 2010).
Cette institution remonte au moins à l'époque toltèque, si l'on en croit Chimalpahin. Elle aurait été alors le fruit d'une alliance entre Tula, Culhuacan et Otompan.
Coatlinchan aurait ensuite pris la place de Tula et Azcapotzalco celle d'Otompan, avant que les Tépanèques ne suspendent cette alliance.
Après la victoire de Mexico-Tenochtitlan, Texcoco et Tlacopan sur Azcapotzalco en 1430, ces trois « altepeme » restaurèrent cette institution, récupérant respectivement les titres que Culhuacan, Coatlinchan et Azcapotzalco occupaient précédemment à sa tête.
Cette dernière alliance contrôlait, au début du XVIe siècle, la majeure partie du centre de Mexique entre la côte pacifique et la côte du Golfe du Mexique. Ses principaux rivaux étaient les Tarasques. Au sud-est de Mexico-Tenochtitlan, les cités de la vallée de Puebla, notamment Tlaxcala, formaient une enclave qui résistait obstinément à la pression militaire de la Triple Alliance. Tlaxcala s'allia aux conquistadores espagnols d'Hernán Cortés lorsqu'ils arrivèrent en Mésoamérique et les aidèrent à vaincre la Triple Alliance en 1521, d'abord en battant Texcoco puis Mexico-Tenochtitlan.

## Fonction

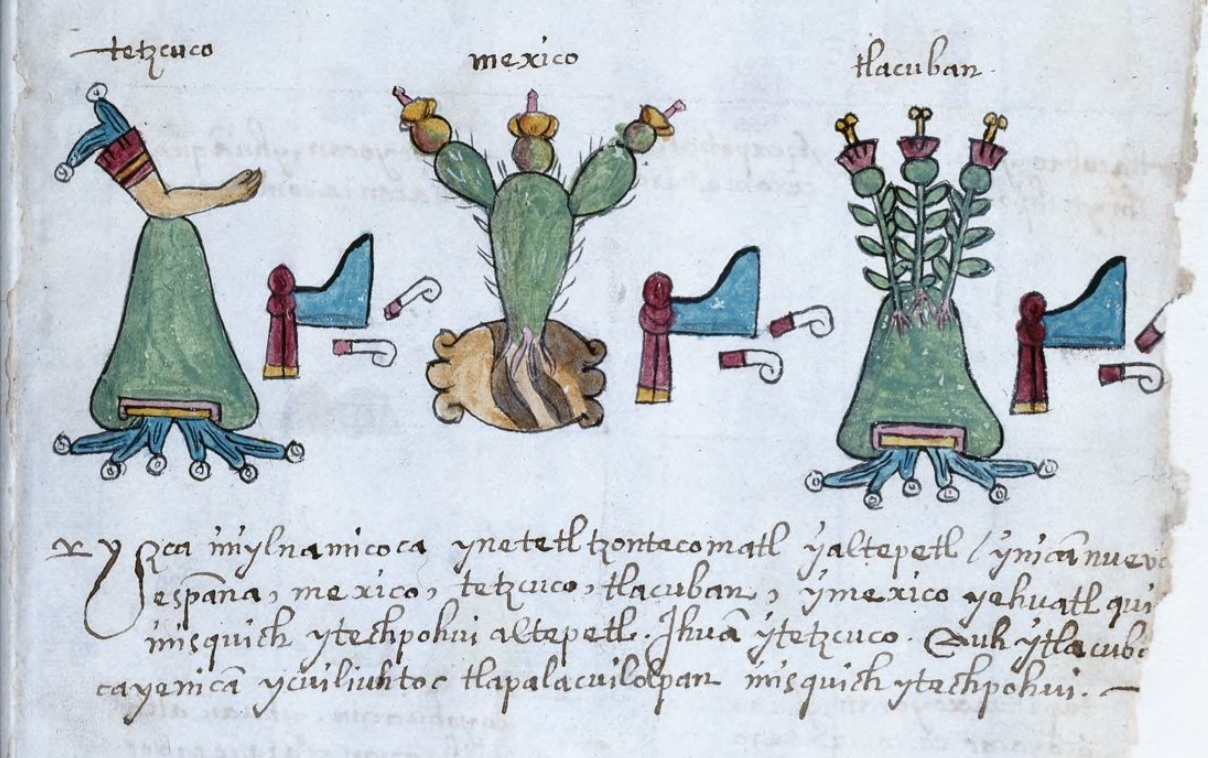
Glyphes de Texcoco, Mexico-Tenochtitlan et Tlacopan (de gauche à droite), symbolisant leur triple alliance (Codex Osuna, 1565, p.34).

La fonction principale de la Triple Alliance était judiciaire, comme son nom nahuatl l'indique. Son rôle était de résoudre les conflits entre les « altepeme » (cités-États) placés sous sa juridiction, ainsi que de maintenir la sécurité sur l'ensemble de leur territoire et d'imposer la loyauté des différentes entités politiques à la coalition, lorsqu'elles étaient réticentes.
Elle servit également à justifier l'expansion militaire de la dernière alliance sur le bassin de Mexico.
Elle servait enfin à assurer l'équilibre des forces et la répartition du tribut entre les trois puissances nahuas qui étaient à sa tête. À la fin de l'époque postclassique, l'alliance n'était cependant pas égalitaire : selon Ixtlilxochitl, Mexico-Tenochtitlan et Texcoco recevaient chacune 2/5 des tributs lors des conquêtes et Tlacopan 1/5 ; selon Torquemada, Tlacopan aurait reçu 1/5 des tributs, Texcoco un 1/3 du restant et Tenochtitlan le reste. Lorsque les troupes espagnoles arrivèrent en 1520, l'influence de Texcoco déclinait et Tlacopan avait presque été absorbée par Mexico-Tenochtitlan.
Michel Graulich résume la situation de manière imagée : « Somme toute, l'empire tenait du racket. Trois gangs alliés, ayant chacun un territoire privilégié, intimidaient de toutes parts pour obtenir des versements réguliers en échange de leur “protection” ».